# Neuvième circonscription de la préfecture de Fukuoka
La neuvième circonscription de la préfecture de Fukuoka (福岡県第9区, Fukuoka-ken dai-kyū-ku) est l'une des onze circonscriptions législatives que compte la préfecture de Fukuoka au Japon.

## Description géographique
La neuvième circonscription de la préfecture de Fukuoka correspond aux arrondissements de Wakamatsu, Yahatahigashi, Yahatanishi et Tobata de la ville de Kitakyūshū.

## Députés
| Législature | Début de mandat | Fin de mandat | Député élu           | Parti politique | Parti politique |
| ----------- | --------------- | ------------- | -------------------- | --------------- | --------------- |
| 41e         | 1996            | 2000          | Kenji Kitahashi (ja) |                 | Shinshintō      |
| 42e         | 2000            | 2003          | Kenji Kitahashi (ja) |                 | PDJ             |
| 43e         | 2003            | 2005          | Kenji Kitahashi (ja) |                 | PDJ             |
| 44e         | 2005            | 2009          | Asahiko Mihara (ja)  |                 | PLD             |
| 45e         | 2009            | 2012          | Rintarō Ogata (ja)   |                 | PDJ             |
| 46e         | 2012            | 2014          | Asahiko Mihara       |                 | PLD             |
| 47e         | 2014            | 2017          | Asahiko Mihara       |                 | PLD             |
| 48e         | 2017            | 2021          | Asahiko Mihara       |                 | PLD             |
| 49e         | 2021            | 2024          | Rintarō Ogata        |                 | SE              |
| 50e         | 2024            | -             | Rintarō Ogata        |                 | SE              |